# Helluomorphoides longicollis
Helluomorphoides longicollis es una especie de escarabajo del género Helluomorphoides, tribu Helluonini, familia Carabidae. Fue descrita científicamente por Bates en 1883.
Habita en ecosistemas terrestres y se distribuye por América Central, en Guatemala.